# Jogo eletrônico de luta em plataformas

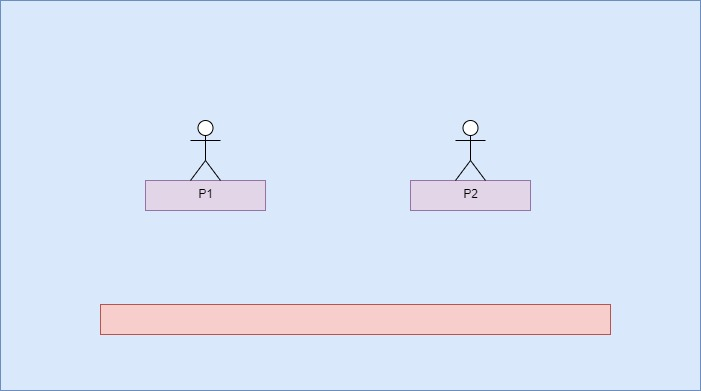
Um layout de um estágio básico de um jogo de luta em plataformas. Embora os layouts possam variar, é comum que as fases utilizem plataformas flutuantes. Normalmente, se algum dos jogadores sair dos limites da tela, ele perde um ponto.

Jogos eletrônicos de luta em plataformas (do inglês: platform fighters) são um subgênero de jogos eletrônicos de luta que enfatiza batalhas em níveis com movimento livre em duas dimensões, similar a um jogo de plataforma.

## História
Embora alguns dos primeiros jogos eletrônicos de luta em 2D, como Savage Reign (1995) tenham usado mecânicas de plataformas em estágios, esses jogos não são considerados jogos eletrônicos de luta em plataformas, já que possuem uma jogabilidade mais próxima de jogos de luta em 2D tradicionais. O subgênero foi definido com o lançamento de Super Smash Bros. em 1999. Depois do sucesso do jogo, muitas empresas lançaram jogos em estilos similares, muitos deles também crossovers, como DreamMix TV World Fighters (2003) e Battle Stadium D.O.N. (2006), ou jogos com personagens licenciados, como Digimon Rumble Arena (2001) e Teenage Mutant Ninja Turtles: Smash-Up (2009), este que foi notavelmente desenvolvido por um estúdio que contribuiu no desenvolvimento de Super Smash Bros. Brawl.
Em meados da década de 2010, desenvolvedores de jogos independentes começaram a desenvolver jogos de luta que imitavam as mecânicas de Super Smash Bros., incluindo Rivals of Aether e Brawlout, ambos lançados em 2017. Foi por volta desta época que o termo em inglês "platform fighter" começou a ser usado com mais frequência para se referir a jogos similares a Super Smash Bros. Depois do sucesso de Super Smash Bros. Ultimate, em 2018, novos jogos eletrônicos de luta em plataformas foram lançados com base em diversas propriedades licenciadas, como Nickelodeon All-Star Brawl (2021), Fraymakers (2023) e MultiVersus (2024).